# ジョアンナ・シムカス
ジョアンナ・シムカス（Joanna Shimkus、1943年10月30日 - ）はカナダ・ノバスコシア州のハリファックス出身の女優。リトアニア系。身長168cm。B89cm、W61cm、H91cm。髪はブロンド、瞳はグリーン。

## 来歴
リトアニア系ユダヤ人の父親とアイルランド系の母親の間にアイルランドで生まれる。少女時代にカナダに移住。父親はカナダ海軍の軍人だった。ケベック州モントリオールで育ち、16歳のときから雑誌のモデルを始めた。19歳のときに単身、ファッションの本場パリに発ち、すぐに『ELLE』の専属モデルになるなど、ファッションモデルとして活躍した。
1964年、『スタンダールの恋愛論』で映画デビュー。ロベール・アンリコ監督の『冒険者たち』のレティシア役で人気を博した。とんとん拍子の出世ぶりにハリウッドの若手女優たちが嫉妬したといわれる。
1976年1月23日、『失われた男』で共演したシドニー・ポワチエと結婚し、女優を引退した。現在はインテリアデザイナーであるという。ポワチエは、ナイトに叙せられたので、彼女は「レディ・ポワチエ」と呼ばれることになった。二人の間には娘が二人おり、そのうちのシドニー・ターミア・ポワチエは女優となった。

## 主な出演作品

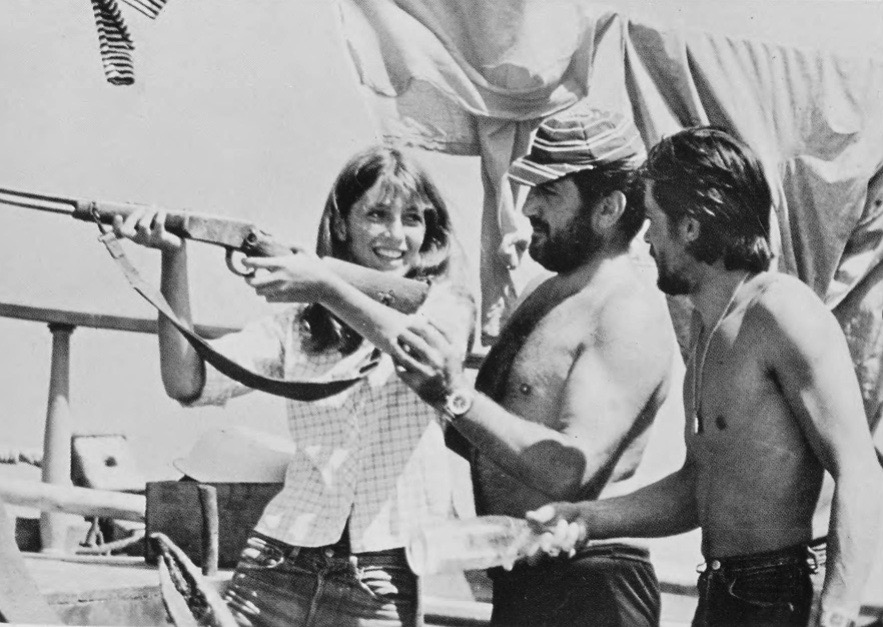
『冒険者たち』（1967年）

- スタンダールの恋愛論 De l'amour (1964)
- パリところどころ Paris vu par... (1965)
- ポリー・マグーお前は誰だ Qui êtes-vous, Polly Maggoo ? (1966)
- 冒険者たち Les Aventuriers (1967)
- 若草の萌えるころ Tante Zita　(1968)
- 夕なぎ Boom (1968)
- オー! Ho! (1968)
- 失われた男 The Lost Man (1969)